# MLB All-Star Game 1947
MLB All-Star Game 1947 – 14. Mecz Gwiazd ligi MLB, który rozegrano 8 lipca 1947 roku na stadionie Wrigley Field w Chicago. Mecz zakończył się zwycięstwem American League All-Stars 2–1. Spotkanie obejrzało 41 123 widzów. 

## Wyjściowe składy
| American League | American League | American League | American League | National League | National League | National League | National League |
| #               | Zawodnik        | Klub            | Pozycja         | #               | Zawodnik        | Klub            | Pozycja         |
| --------------- | --------------- | --------------- | --------------- | --------------- | --------------- | --------------- | --------------- |
| 1               | George Kell     | Tigers          | 3B              | 1               | Harry Walker    | Phillies        | CF              |
| 2               | Buddy Lewis     | Senators        | RF              | 2               | Dixie Walker    | Dodgers         | RF              |
| 3               | Ted Williams    | Red Sox         | LF              | 3               | Walker Cooper   | Giants          | C               |
| 4               | Joe DiMaggio    | Yankees         | CF              | 4               | Johnny Mize     | Giants          | 1B              |
| 5               | Lou Boudreau    | Indians         | SS              | 5               | Enos Slaughter  | Reds            | LF              |
| 6               | George McQuinn  | Yankees         | 1B              | 6               | Frankie Gustine | Pirates         | 3B              |
| 7               | Joe Gordon      | Indians         | 1B              | 7               | Marty Marion    | Cardinals       | SS              |
| 8               | Buddy Rosar     | Athletics       | C               | 8               | Emil Verban     | Phillies        | 2B              |
| 9               | Hal Newhouser   | Tigers          | P               | 9               | Ewell Blackwell | Reds            | P               |

| American League                                            | 0 | 0 | 0 | 0 | 0 | 1 | 1 | 0 | 0 | 2 | 8 | 0 |
| National League                                            | 0 | 0 | 0 | 1 | 0 | 0 | 0 | 0 | 0 | 1 | 5 | 1 |
| WP: Spec Shea (1–0) LP: Johnny Sain (0–1) SV: Joe Page (1) |   |   |   |   |   |   |   |   |   |   |   |   |

## Składy
Po raz pierwszy w historii All-Star Game udział w głosowaniu wzięli kibice, którzy wybierali ośmiu zawodników do wyjściowego składu, starting pitcherów i pozostałych wybierali menadżerowie obydwu zespołów.
| Miotacze - Ewell Blackwell (2) - Ralph Branca (1) - Harry Brecheen (1) - Red Munger (2) - Schoolboy Rowe (3) - Johnny Sain (1) - Warren Spahn (1) Łapacze - Walker Cooper (5) - Bruce Edwards (1) - Phil Masi (2) |  | Wewnątrzpolowi - Bob Elliott (4) - Frankie Gustine (2) - Whitey Kurowski (4) - Marty Marion (4) - Whitey Kurowski (2) - Eddie Miller (7) - Johnny Mize (7) - Stan Musial (4) - Pee Wee Reese (3) - Eddie Stanky (1) Zapolowi - Phil Cavarretta (3) - Bert Haas (1) - Willard Marshall (2) - Andy Pafko (1) - Enos Slaughter (4) - Dixie Walker (4) - Harry Walker (2) |  | Menadżer - Eddie Dyer Trenerzy - Ben Chapman - Mel Ott |

| Miotacze - Spud Chandler (4) - Bob Feller (6) - Jack Kramer (2) - Walt Masterson (2) - Hal Newhouser (5) - Joe Page (2) - Spec Shea (1) - Dizzy Trout (2) - Early Wynn (1) Łapacze - Jim Hegan (1) - Aaron Robinson (1) - Buddy Rosar (4) |  | Wewnątrzpolowi - Luke Appling (7) - Lou Boudreau (6) - Bobby Doerr (6) - Joe Gordon (7) - Billy Johnson (1) - George Kell (1) - George McQuinn (5) - Rudy York (7) Zapolowi - Joe DiMaggio (9) - Tommy Henrich (2) - Charlie Keller (5) - Buddy Lewis (2) - Pat Mullin (1) - Stan Spence (4) - Ted Williams (5) |  | Menadżer - Joe Cronin Trenerzy - Del Baker - Steve O'Neill |

- W nawiasie podano liczbę występów w All-Star Game.